# 圣马可行政长官

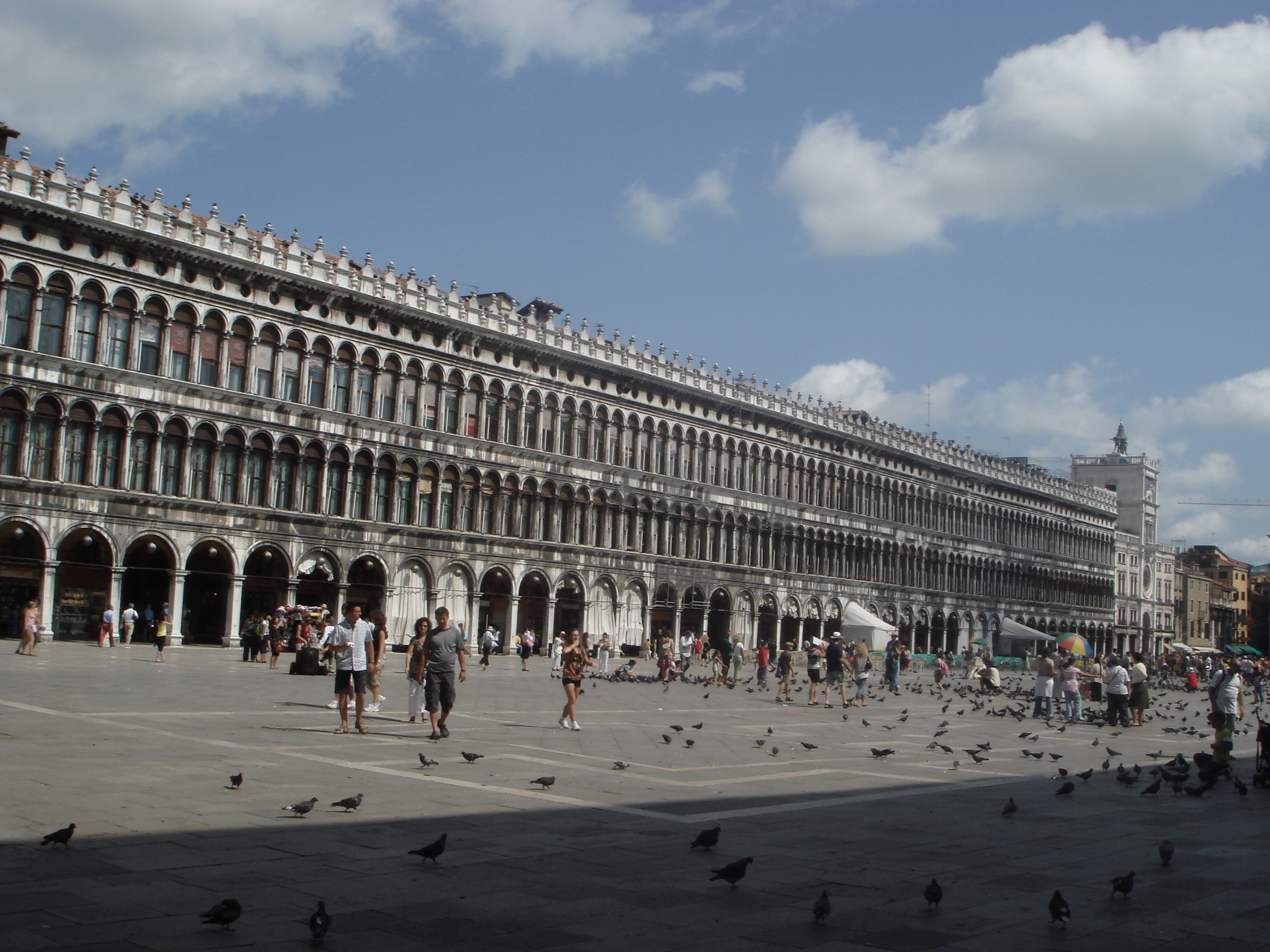
图中为旧行政院，也是圣马可广场上的行政院办公室的其中一个，在这栋建筑之中则有圣马可行政长官们的办公室。

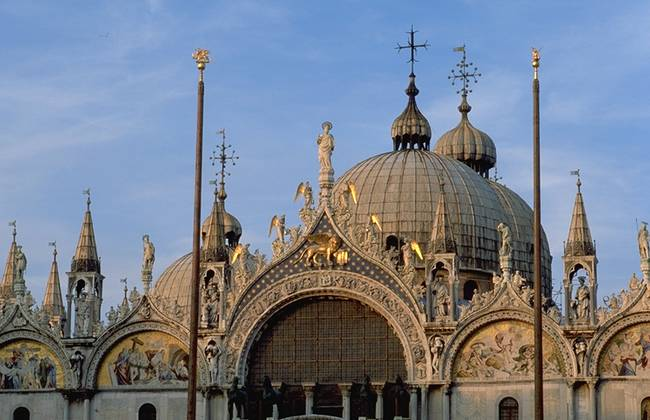
图中为圣马可大教堂，最早行政长官系统的建立是为了管理圣马可大教堂的教会资产。

圣马可行政长官（Procuratore di San Marco）是威尼斯共和国的仅次于总督的行政官序。

## 历史
自九世纪建立以来，行政长官的职责主要包括以圣马可大教堂为中心的各类管理和规章制定。最早的时候，只有一名成员获此官位，且由威尼斯总督亲自提名。
1231至1442年间，威尼斯行政长官的数量被增加到九个，并转换为由威尼斯大议会直接指定。1269年起，他们的职责进一步扩大，他们提供对孤儿和精神病患者的保护，以及遗嘱的执行。对于威尼斯共和国的公民来说，能够被指定为行政长官是极其荣耀的。他的权力与名誉仅次于总督，而且是终身任命。
- Procuratore de Supra三人：司圣马可大教堂相关的行政事务。
- Procuratore de Citra三人：司圣马克区、城堡区、卡纳雷吉欧区的慈善事务和遗嘱执行。
- Procuratore de Ultra三人：司多尔索杜罗区、圣十字区、圣保罗区的慈善事务和遗嘱执行。

九位行政长官的办公室都位于圣马可广场上的行政院中。

## 现代行政长官系统
圣马可行政长官并没有随着1797年威尼斯共和国的解体而消失。这一职位被保留下来，并且仍然执行对圣马可大教堂的资产管理，如今则是由威尼斯宗主教区直属。1931年，维托里奥·埃马努埃莱三世对威尼斯行政长官系统赐予皇室认证。如今，这个职位仍然由七位长官履职，其中一人担任首席长官。他们的职责主要是和建筑师或工程师们一起从事对圣马可大教堂的历史保护。